# Peter Watkins
Peter Watkins (Norbiton, Surrey, 1935) és un director de cinema anglès. Inicià la seva carrera en la publicitat, des d'on va fer el salt al teatre i posteriorment al cinema. Treballà la ficció i el documental amb una destacada temàtica militarista, amb un to pacifista. És pioner del gènere del fals documental.

## Obres
- The War Game (1966)
- Privilege (1967)
- Punishment Park (1971)
- Edward Munch (1976).
- La Commune (Paris, 1871) (2000)